# Montbrun (Lozère)
Montbrun je francouzská obec v departementu Lozère v regionu Languedoc-Roussillon. V roce 2011 zde žilo 86 obyvatel.

## Geografie
Montbrun leží v údolí Gorges du Tarn na místě na kterém se již od starověku překračovala řeka Tarn. Jižně od řeky Tarn se nalézá krasová náhorní plošina Causse Mejean, severně je náhorní plošina Causse de Sauveterre. Obec se nalézá na území Národního parku Cévennes.

## Sousední obce
- Hures-la-Parade
- Quézac
- Sainte-Enimie